# Roccella tinctoria
Roccella tinctoria je vrsta of gljiva iz roda , homotipni sinonim za Lecanora tinctoria. Nju je prvi opisao Avgustin Piramus de Kandol 1805. Postoje sledeće podvrste:
i forme: